# Leslie Cole
Leslie Cole (Estados Unidos, 16 de febrero de 1987) es una atleta  especializada en la prueba de 4x400 m, en la que consiguió ser subcampeona mundial en pista cubierta en 2012.

## Carrera deportiva
En el Campeonato Mundial de Atletismo en Pista Cubierta de 2012 ganó la medalla de plata en los relevos de 4x400 metros, llegando a meta en un tiempo de 3:28.79 segundos, tras Reino Unido y por delante de Rusia (bronce).